# Schildhof Saltaus

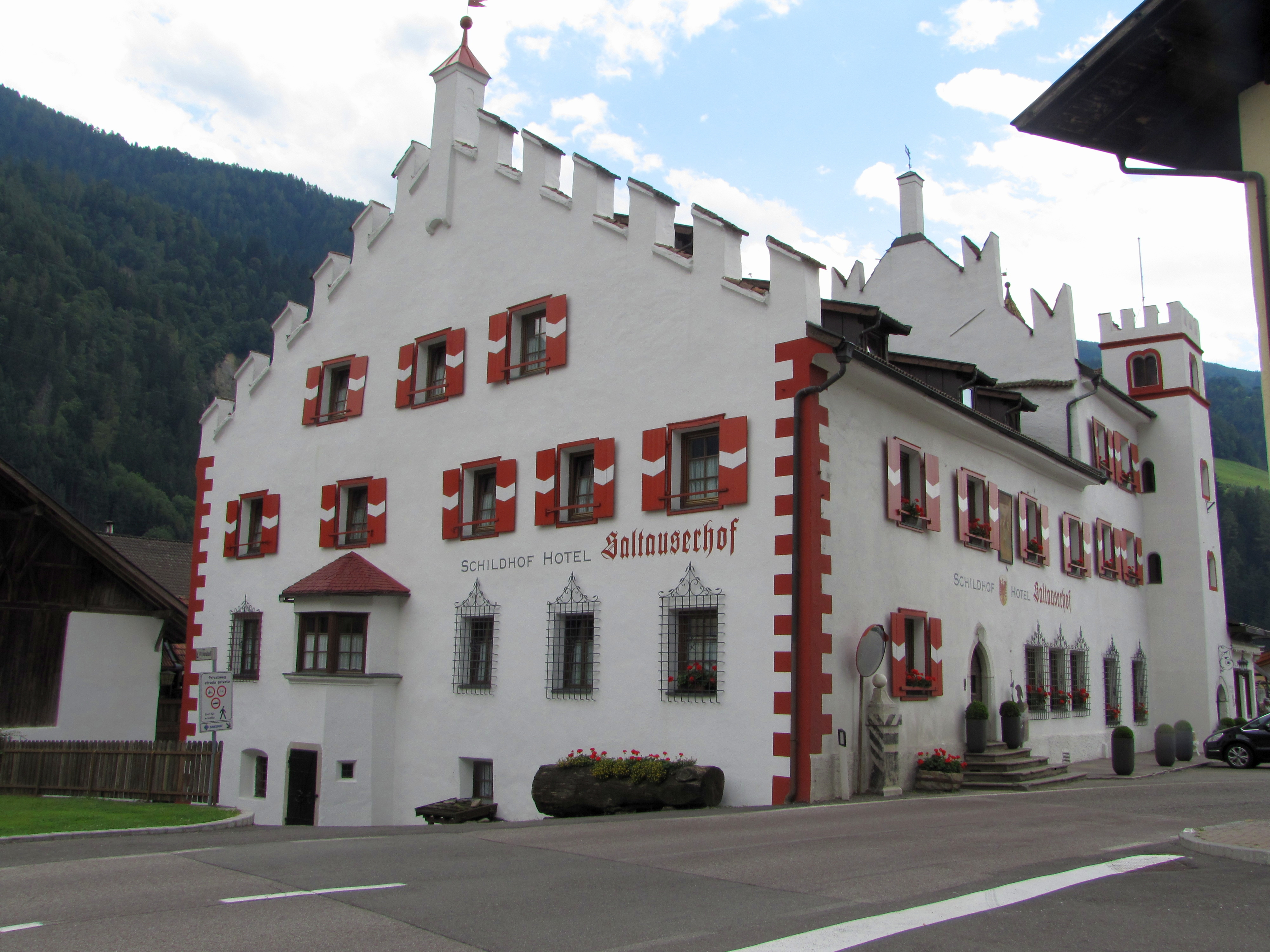
Schildhof Saltaus

Der Schildhof Saltaus liegt in Saltaus (Gemeinde St. Martin in Passeier) im Südtiroler Passeiertal.

## Geschichte

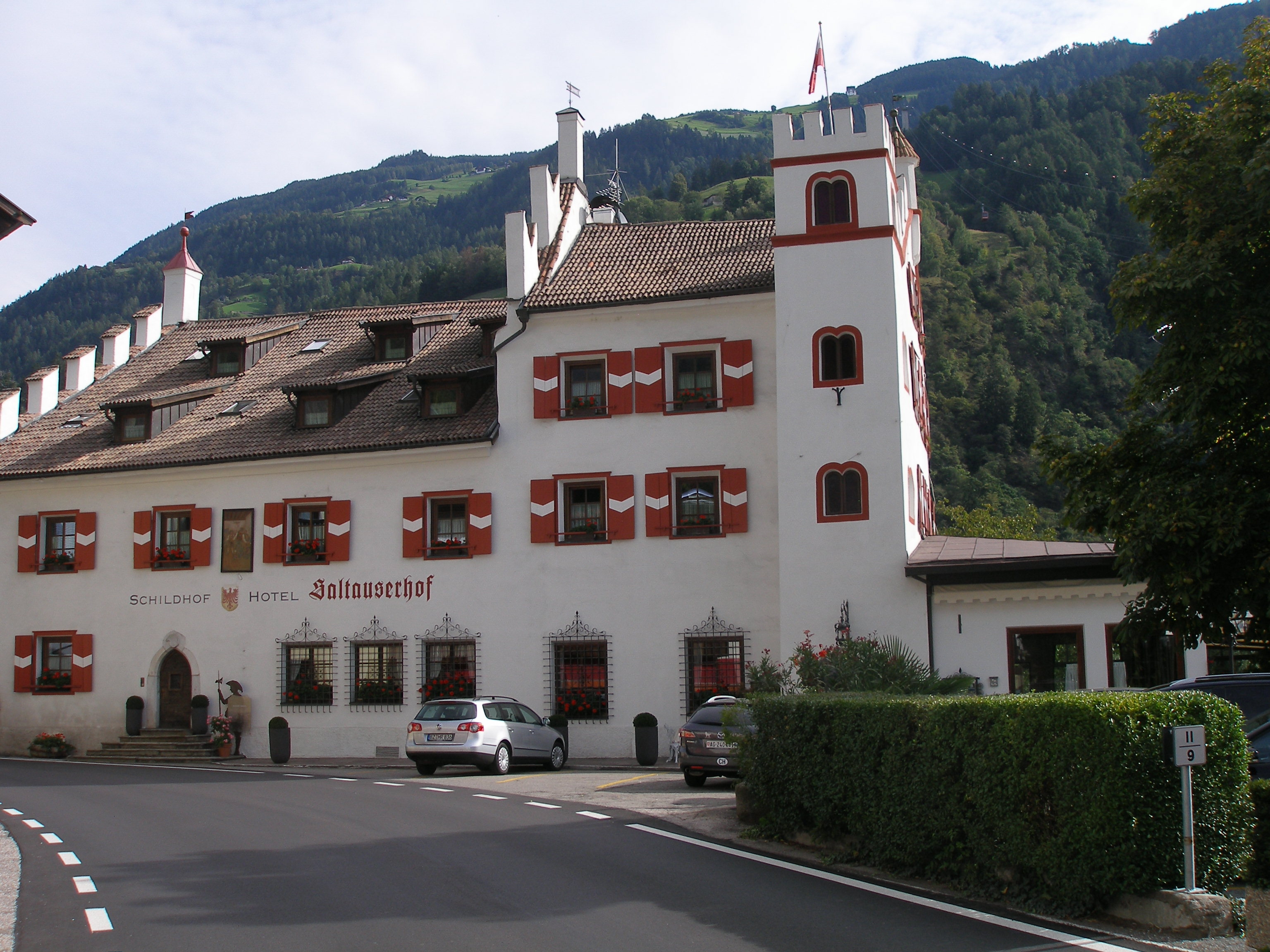
Seitenansicht

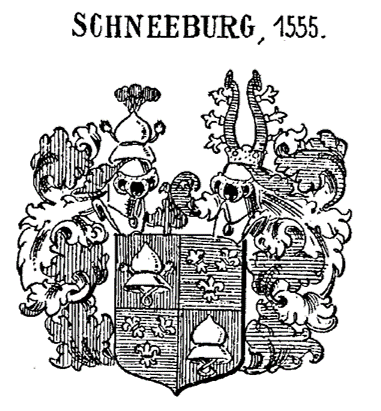
Gemehrtes Wappen derer von Schneeburg mit dem Wappen derer von Saltaus

Der Schildhof, dessen Name auf die ursprünglichen Besitzer, die Edlen von Salthaus zurückgeht, stammt aus dem 12. Jahrhundert. Somit ist er der älteste Schildhof des Passeiertals. Aus dem Geschlecht erscheint am 5. August 1352 Engele Salthaus weiland Zöllner zu Klausen, sowie am 21. September 1391 Egen von Saltaws aus Passeier. Als Wappen führten die Saltaus auf blauem Feld drei weiße Lilien. Die Familie ist 1414 mit Hans von Saltaus im Mannesstamm erloschen. Der Stammsitz Saltaus, früher als Untersalthaus bezeichnet, während Obersalthaus früher Hauppold hieß, kam Anfang des 16. Jahrhunderts durch die Ehe des letzteren Enkeltochter Anna Linger mit Ludwig Schneeburger an dessen Familie, welcher 1511 als Angehöriger der Ritterschaft versteuert wurde. Am 16. Oktober 1555 bestätigte Kaiser Ferdinand I. seinem Nachkommen Hans von Schneeburg den alten Adel und eine Wappenmehrung mit den erloschenen von Saltaus. Das in den Freiherrenstand erhobene Adelsgeschlecht nannte sich darauf von Schneeburg zu Saltaus.
Nachdem Josef Pircher 1936 den Saltauser Hof dem damaligen Eigentümer, der Stadt Meran, abgekauft hatte, renovierte er das Gebäude und betrieb es weiter als Gastbetrieb. Heute ist der Schildhof Teil eines 4-Sterne-Hotels, das sich nach wie vor im Eigentum der Familie Pircher befindet.